# Potnia jaculus
Potnia jaculus är en insektsart som beskrevs av Fabricius. Potnia jaculus ingår i släktet Potnia och familjen hornstritar. Inga underarter finns listade i Catalogue of Life.